# Yuri Lowenthal
Yuri Lowenthal (Alliance, Ohio, 1971. március 5. –) amerikai szinkronszínész, aki több animében és videójátékban is szerepelt.
Legjobb barátja Doug Erholtz. Felesége Tara Platt. Virginában Williamsburgben a „The College of William & Mary” iskolában érettségizett.
Feleségével 2004-ben megalapították a Monkey Kingdom Productions-t. A Monkey Kingdom Productions egy filmrendező cég, jelenleg Lowenthal Tumbling After-jét forgatják. 2007-ben mindketten szerepeltek a Shin Megami Tensei: Persona 3 videójátékban (Yuri - Főszereplő, Ryoji, Pharos Tara - Mitsuru).
Az animék terén legismertebb szerepei Ucsiha Szaszuke a Narutóból, Suzaku Kururugi a Code Geassból, Simon a Gurren Lagannból és Jinnosuke/Kuma az Afro szamurájból és annak folytatásából az Afro szamuráj: Feltámadásból.
Ő volt Cecil Harvey hangja a Nintendo DS-es Final Fantasy IV-ből és Ben Tennyson hangja a Ben 10: Alien Force-ból.

## Filmográfia

### Animációs filmek
A főszerepek félkövérrel kiemelve.
- Absolution: The Series - Insomniac[1]
- Afro szamuráj - Jinnosuke/Kuma[2]
- Afro szamuráj: Feltámadás - Jinnosuke/Kuma[3]
- Afterworld - Mr. Tanaka, Frank
- A.T.O.M. - Silas Greene
- Batman: The Brave and the Bold - Mister Miracle
- B-Daman - Berkhart, Sigma[4]
- Ben 10: Alien Force - Ben Tennyson, Alien X, JT, Omnitrix[5]
- Bobobo-bo Bo-bobo - Rice, Megafan
- Bleach - Aszano Keigo, fiatal Abarai Rendzsi, kisebb szerepek[6]
- Blue Dragon - Shu
- Buszó Renkin - Washio, Victor
- Chowder - Ball Rider
- Code Geass: Lelouch of the Rebellion - Suzaku Kururugi[7]
- Dante's Criterion - Dean McCoy[8]
- DearS - Khi[9]
- Digimon Data Squad - Neon [8. ep.][10]
- Ergo Proxy - Daedalus Yumeno[11]
- Eyeshield 21 - Sena Kobayakawa
- Fafner of the Azure - Koyo Kasugai
- Monte Cristo grófja - Raoul de Chateau Renard[12]
- Ghost Talker's Daydream - Mitsuru Fujiwara[13]
- Girls Bravo - Yukinari Sasaki[14]
- Grenadier - Furon[15]
- GUN X SWORD - Joshua Lundgren
- Gurren Lagann - Simon
- Hare+Guu - Wadji[16]
- Méz és lóhere - Yūta Takemoto
- Huntik: Secrets & Seekers - Lok Lambert
- Horrid Henry: Pranks Unleashed - Horrid Henry
- Hellsing Ultimate - Pip Bernadotte
- Idaten Jump - Sho Yamato[17]
- Kamichu – Az iskolás istennő - Yashima[18]
- Karas - Ken[19]
- Kyo Kara Maoh - Yuuri Shibuya
- Legion of Super-Heroes - Superman, Superman-X, Stone Boy[20]
- MÄR - Alviss
- Mars Daybreak - Kato Takigawa Jr.
- Marmalade Boy - Ginta Suou[21]
- Mega Man Star Force  - Zack Temple[22]
- Moribito: Guardian of the Spirit - Toya
- Naruto - Ucsiha Szaszuke,, kisebb szerepek[23]
- Naruto Shippuden - Ucsiha Szaszuke
- Noein - Yū Gotō
- Paprika - Doctor Kōsaku Tokita[24]
- The Prince of Tennis - Katsuo Mizuno, Keigo Atobe[25]
- Rave Master - Haru Glory[26]
- Resident Evil: Degeneration - A szenátor testőre, kisebb szerepek[27]
- Saiyuki Reload & Saiyuki Gunlock - Goku
- Scrapped Princess - Leopold Scorpus[28]
- SD Gundam Force - Bakunetsumaru[29]
- Tengen Toppa Gurren Lagann - Simon
- Ultra Maniac - Hiroki Tsujiai
- Van Von Hunter - Van Von Hunter[30]
- Wolverine and the X-Men - Iceman/Bobby Drake[31]
- Zatch Bell! - Danny; Donpocho; Kory[32]

### Élőszereplős filmjei
- Alias: The Awful Truth - Bishop sofőrje
- Close to Home: The Good Doctor - EMT
- Szívek szállodája: He's Slippin' 'Em Bread...Dig? - Carl[33]
- If You Lived Here, You'd Be Home Now - Nick[34]
- Terminátor – Sarah Connor krónikái - Christopher Garvin[35]

### Egész estés animációs filmjei
- Digimon Tamers: Battle of Adventurers - Kai Urazoe[36]
- Final Fantasy VII: Advent Children Complete - Inhabitants of Midgar Edge
- Naruto the Movie: Ninja Clash in the Land of Snow - Sasuke Uchiha[37]
- Paprika - Doctor Kōsaku Tokita[24]
- The Pirates Who Don't Do Anything: A VeggieTales Movie - Prince Alexander[38]
- Robotech: The Shadow Chronicles - Marcus Rush[39]
- Teen Titans: Trouble in Tokyo - Scarface, Japán motoros[40]
- Death's Door - Ryan[41]
- Midnight Days - The Soldier[42]
- Monstersdotcom - Bob[43]
- Pissed - Vlad[44]
- Tumbling After - Greg[45]
- Azumi - Ukiha

### Videójátékok
- .hack//G.U. vol.1//Rebirth - Haseo, kisebb szerepek[46]
- .hack//G.U. vol.2//Reminisce - Haseo, kisebb szerepek[47]
- .hack//G.U. vol.3//Redemption - Haseo, kisebb szerepek[48]
- Afro Samurai - Jinnosuke/Kuma[49]
- Armored Core: for Answer - MT pilóta[50]
- Bayonetta - Luka
- Baten Kaitos Origins - Giacomo[51]
- Ben 10: Alien Force - Ben Tennyson
- Call of Duty 2 - Kisebb szerepek[52]
- Command & Conquer 3: Kane’s Wrath - Kisebb szerepek[53]
- Company of Heroes - Ejtőernyős, Kisebb szerepek[54]
- Cross Edge -  Raze Meitzen, Zelos
- Destroy All Humans! 2 - Dr. Go![55]
- Dirge of Cerberus: Final Fantasy VII - Kisebb szerepek
- Dragoneer's Aria - Ruslan L' Avelith[56]
- Dungeons & Dragons: Dragonshard - Kisebb szerepek[57]
- Final Fantasy IV - (NDS verzió) Cecil Harvey
- Final Fantasy XII - Reks[58]
- Dissidia: Final Fantasy - Cecil Harvey[59]
- Ghostbusters: The Video Game - kisebb szerepek[60]
- Race Driver: Grid - Japán bemondó[61]
- Groove Adventure Rave: Fighting Live - Haru Glory[62]
- Groove Adventure Rave 2: Hikari to jami no daikesszen - Haru Glory[63]
- Growlanser: Heritage of War - Gaerik, Fernando, Ace, Kisebb szerepek[64]
- Guilty Gear 2: Overture - Sin and That Man[65]
- Jeanne d'Arc - Roger[66]
- I Love Bees - Kamal Zaman
- Fallout: New Vegas - Elder McNamara
- Magna Carta II - Crocell
- Marvel Ultimate Alliance 2: Fusion - Iceman
- Medal of Honor: Rising Sun - Ichiro „Harry” Tanaka[67]
- Medal of Honor: Vanguard - Frank Keagan[68]
- Naruto: Ninja Council sorozat  - Ucsiha Szaszuke
- Naruto: Ultimate Ninja sorozat  - Ucsiha Szaszuke[69]
- Naruto: Clash of Ninja sorozat  - Ucsiha Szaszuke[70]
- Naruto: Rise of a Ninja - Ucsiha Szaszuke
- Naruto: The Broken Bond - Ucsiha Szaszuke
- Naruto Shippuden: Legends: Akatsuki Rising - Ucsiha Szaszuke
- Naruto: Uzumaki Chronicles - Ucsiha Szaszuke
- Naruto: Uzumaki Chronicles 2 - Ucsiha Szaszuke
- Naruto: Ninja Destiny - Ucsiha Szaszuke
- Naruto Shippuden: Ninja Destiny 2 - Ucsiha Szaszuke
- Ninja Blade - Kuroh Sakamoto[71]
- Odin Sphere - Cornelius[72]
- Power Rangers: Super Legends - Mighty Morphin Red Ranger, Omega Ranger, Future Omega Ranger[73]
- Prince of Persia: The Sands of Time - Herceg[74]
- Prince of Persia: The Two Thrones - Herceg[75]
- Project Sylpheed - Night Raven A[76]
- Prototype - Kisebb szerepek[77]
- Radiata Stories - Daniel[78]
- Red Faction: Guerilla - Kisebb szerepek
- Red Steel - Kisebb szerepek
- Retro Game Challenge - Young Arino
- Resident Evil: The Umbrella Chronicles - Richard Aiken[79]
- Rogue Galaxy - Steve[80]
- Romancing SaGa - (PlayStation 2 verzió) Albert[81]
- Saints Row 2 - Shogo Akuji, kisebb szerepek[82]
- Siren: Blood Curse - Howard Wright
- Shin Megami Tensei: Persona 3 - Főszereplő, Ryoji[83]
- Shin Megami Tensei: Persona 4 - Yosuke Hanamura[84]
- Shin Megami Tensei: Digital Devil Saga - Serph[85]
- Sonny 2 - Twisted Experiment
- Soul Nomad & the World Eaters - Gig, Viglience[86]
- Spectrobes: Origins - Rallen
- Spider-Man: Web of Shadows - Nightcrawler[87]
- Star Ocean: First Departure - Roddick Farrence
- Steambot Chronicles - Dandelion[88]
- Suikoden V - Kyle[89]
- Tales of the Abyss - Luke fon Fabre, Asch the Bloody[90]
- Tales of the World: Radiant Mythology - Luke fon Fabre[91]
- Time Hollow - Timothy Kairos
- Trauma Center: Second Opinion - Derek Stiles
- Trauma Center: New Blood - Derek Stiles[92]
- Trauma Center: Under the Knife 2 - Derek Stiles
- Transformers: The Game- Kisebb szerepek[93]
- Uncharted: Drake's Fortune - Zsoldos[94]
- Urban Reign - KG, Kisebb szerepek[95]
- Valkyria Chronicles Behind her Blue Flame DLC - Johann Oswald Eisen
- Valkyrie Profile 2: Silmeria - Dallas, Ull[96]
- Xenosaga Episode III: Also sprach Zarathustra - Kevin Winnicot[97]

### Dokumentumfilmek
- Adventures in Voice Acting - Yuri Lowenthal[98]

### Web sorozat
- Galacticast - RoboJew, Apa[99]

## Érdekességek
- Yurit szerződtette a Bang Zoom! Entertainment, hogy ő legyen Renton Thurston hangja az Eureka Seven-ben. Miután felvettek 13 részt lecserélték Johnny Yong Bosch-ra mert Yuri hngja túl mély volt Rentonhoz.[100] Yurit nem lehet hallani az Eureka Seven-ben.
- Yuri a Wu Shu kungfut űzi.[101]
- Több díjat is nyert Sumi-e festőként.[101]
- Angol, japán, francia és német nyelven beszél.[101] Azt mondta, hogy spanyolul tudja, hogyan kell „mexikói kaját rendelni”.
- A 2007-es Anime Expón a .hack sorozat Haseojának öltözött be.
- A 2007-es San Diego Comic-Conon is ott volt (Naruto - Sasuke Uchia).
- Yuri is often known to work with the voice production company Cup of Tea Productions for his voice acting in various video games.
- A 2008-as floridai Animesupercon-on is ott volt (Ben 10: Alien Force).[102]
- A 2009-es PHOENIX COMIC-CON-on (Naruto - Sasuke Uchia), a CALGARY EXPO-n, az ANIME NORTH-on és a KIDS READ COMICS-on is ott volt.[103]
- Azt mondta, hogy kedvenc szereplései Ben a Ben 10: Alien Force-ból, Sasuke a Naruto-ból és Superman a Legion of Super-Heroes-ból.
- A Ki vagy, Doki? sorozat nagy rajongója.[104]
- Ő volt a hangja Luke fon Fabrenak és Aschnak a Tales of the Abyss-ból, de nem ő volt a hangja a Tales of Vesperia főszereplőjének Yuri Lowell-nek.[105]